# Hamilton Harty
Sir Herbert Hamilton Harty (ur. 4 grudnia 1879 w Hillsborough, w hrabstwie Down, zm. 19 lutego 1941 w Hove) – irlandzki dyrygent, kompozytor, pianista i organista.

## Życiorys
Podstaw muzyki oraz gry na organach, fortepianie i altówce uczył się u swojego ojca, organisty kościelnego w Hillsborough. W wieku 12 lat został organistą kościoła w Magheragall w hrabstwie Antrim, w 1895 w kościele św. Barnaby w Belfaście, a następnie w Bray pod Dublinem, gdzie doradzał mu włoski kompozytor Michele Esposito, profesor fortepianu w Royal Irish Academy of Music. 
W 1900 osiedlił się w Londynie, gdzie zyskał uznanie jako pianista i akompaniator, a także zaczął odnosić pierwsze sukcesy jako kompozytor. Kilka jego utworów kameralnych było nagrodzonych na festiwalu Feis Ceoil w Dublinie, w tym Kwartet smyczkowy F-dur (1900), Trio (1901), Fantasiestücke na skrzypce, wiolonczelę i fortepian (ok. 1901), Kwartet smyczkowy A-dur (ok. 1902) oraz Kwintet fortepianowy F-dur (1904). Znaczący sukces odniosła jego Comedy Overture wykonana podczas koncertów promenadowych The Proms w 1907. W tym samym roku, podczas festiwalu w Cardiff, miało miejsce prawykonanie Ode to a Nightingale na sopran i orkiestrę, do słów Johna Keatsa; w partii solowej wystąpiła Agnes Nicholls, którą Harty poślubił w 1904. Również w 1904, podczas  festiwalu Feis Ceoil w Dublinie, odbyła się premiera jego najbardziej znanej kompozycji Irish Symphony, w wykonaniu Dublin Orchestral Society pod dyrekcją kompozytora; był to dyrygencki debiut Harty’ego. W 1909 József Szigeti dał w Londynie prawykonanie Koncertu skrzypcowego d-moll, rok później w Cardiff wykonano po raz pierwszy poemat symfoniczny With the Wild Geese, a w 1913 na festiwalu w Leeds miała premierę kantata The Mystic Trumpeter na głosy i orkiestrę, do słów Walta Whitmana.
Jednak Harty zasłynął przede wszystkim jako dyrygent. W sezonie 1912–1913 i ponownie, po I wojnie światowej, w sezonie 1918–1919 był dyrygentem London Symphony Orchestra. Od 1920 przez 13 lat prowadził w Manchesterze orkiestrę symfoniczną The Hallé, która pod jego dyrekcją stała się jedną z najlepszych angielskich orkiestr. W 1933 powrócił do London Symphony Orchestra, tym razem jako jej dyrektor artystyczny i główny dyrygent; pozostał na tym stanowisku do 1935.
Propagował muzykę współczesną. W jego repertuarze były utwory m.in. Baxa, Caselli, Moerana, Waltona, Elgara, Straussa, Sibeliusa, Strawinskiego, Ravela, ale też Mozarta i Berlioza. Dał pierwsze angielskie wykonania utworów Mahlera: IV Symfonii (w 1927), IX Symfonii (w 1930) i Das Lied von der Erde (w 1930) oraz I Symfonii Szostakowicza (w 1932), a także prawykonanie The Rio Grande Lamberta (w 1929), w którym dyrygował od fortepianu.
W 1936 wykryto u niego złośliwy nowotwór mózgu; poddał się operacji jego usunięcia, tracąc przy tym prawe oko. Zrezygnował z dyrygentury i wrócił do komponowania podczas dwuletniej rekonwalescencji w Irlandii i na Jamajce. Skomponował wtedy m.in. swój ostatni utwór – poemat symfoniczny The Children of Lir, którego prawykonanie w Londynie w 1939 powierzył Orkiestrze Symfonicznej BBC pod własną batutą.
W 1925 otrzymał tytuł szlachecki. W 1934 przyznano mu złoty medal Royal Philharmonic Society. Z kilku uniwersytetów otrzymał tytuł doktora honoris causa. 

## Twórczość
Komponował w stylu późnoromantycznym. Na jego dorobek składa się około 60 pieśni, głównie na głos solo i fortepian oraz utwory kameralne, w większości skomponowane na początku kariery. Największym uznaniem cieszyły się jego kompozycje orkiestrowe, w tym symfonia, koncert skrzypcowy i fortepianowy oraz wiele poematów symfonicznych. Jest autorem wielu transkrypcji; Muzyka na wodzie i Muzyka ogni sztucznych Händla w orkiestracji Harty’ego przez lata były wykonywane częściej niż oryginały.